# القافية (حرض)

تعديل مصدري - تعديل

القافية هي إحدى قرى عزلة العتنة بمديرية حرض التابعة لمحافظة حجة، بلغ تعداد سكانها 350 نسمة حسب تعداد اليمن لعام 2004.